# 記憶の棘
『記憶の棘』（きおくのとげ、Birth）は、2004年のアメリカ映画。

## ストーリー
未亡人であるアナは、10年前に夫ショーンを突然の心臓発作で亡くし、その悲しみが癒えるのを何年も待ってくれていた恋人ジョゼフと再婚する決意をした。しかしそんなある日、アナの前に、自分はショーンだと称する10歳の少年が現れる。

## キャスト
| 役名         | 俳優                 | 日本語吹替 |
| ------------ | -------------------- | ---------- |
| アナ         | ニコール・キッドマン | 日野由利加 |
| ショーン     | キャメロン・ブライト | 時田光     |
| エレノア     | ローレン・バコール   | 鳳芳野     |
| ジョゼフ     | ダニー・ヒューストン | 横島亘     |
| クララ       | アン・ヘッシュ       | 日下由美   |
| クリフォード | ピーター・ストーメア | 斎藤志郎   |
| ローラ       | アリソン・エリオット | 相沢恵子   |
| ボブ         | アーリス・ハワード   | 世古陽丸   |

- その他の声の吹き替え：をはり万造／星野貴紀／滝沢久美子／細川量代／好村俊子／松尾まつお／長松博史／桝谷裕／櫨山めぐみ／久嶋志帆

## 日本語訳
- 『記憶の棘』、富永和子訳、ランダムハウス講談社文庫、2006年
ジョナサン・グレイザー、ジャン＝クロード・カリエール、マイロ・アディカ 共著